# Ким Хё Джон
Ким Хё Джон (Хали) (кор. 김효정, англ. Hyo-Jung Kim; род. 6 ноября 1988 года в Сеуле) — американская шорт-трекистка, бронзовый призёр чемпионата мира 2005 года, участница зимних Олимпийских игр 2006 года.

## Спортивная карьера
Родители Ким переехали в 1979 году из Южной Кореи в район Лос-Анджелеса и прожили там 12 лет, в течение которых её отец Ким Су Хон, руководитель строительной компании, стал гражданином США. Они вернулись в Корею в 1988 году, незадолго до рождения Хё Джон. Когда Ким родилась в Сеуле, она была зарегистрирована как гражданка США и Кореи. Из-за слабого здоровья она начала кататься на льду во время занятий физкультурой в 4-м классе начальной школы Бундан, а в 11 лет занялась шорт-треком и тренировалась до окончания средней школы Сохён у Квон Ён Чхоля.
Но по мере продвижения разочаровалась в строгом режиме тренировок своей южнокорейской клубной команды. Ким тренировалась шесть дней в неделю, каталась на коньках два часа утром, занималась тренировкой на суше, состоящей из бега и растяжки в середине дня, а затем каталась ещё два часа вечером. У неё начались проблемы с тренером, и с этого момента все пошло под откос. 15-летняя Ким Хё Джон покинула свою родную Южную Корею и семью в январе 2004 года, чтобы начать новую жизнь в скоростном беге.
Она тренировалась в Центре олимпийской подготовки в Колорадо-Спрингс. В течение первого года она поступила в христианскую школу Колорадо-Спрингс и вскоре выиграла чемпионат США среди юниоров. В начале 2005 года Ким получила травму голени, через месяц заняла 1-е место в общем зачете на национальном чемпионате по шорт-треку в Милуоки и была частью эстафетной команды, занявшей 3-е место в марте на чемпионате мира в Пекине, а также заняла 11-е место в личном многоборье.
В ноябре 2005 на Кубке мира в Бормио она заняла 4-е место в беге на 1000 м и 6-е на 3000 м, а в декабре в Маркетте на олимпийском отборе выиграла все свои дистанции и попала на олимпиаду. В феврале на зимних Олимпийских играх в Турине участвовала на всех дистанциях и заняла 12-е место в беге на 500 м, 8-е места на 1000 и 1500 м, 4-е место в составе эстафеты. Через год на чемпионате мира в Милане заняла в эстафете 7-е место и на командном чемпионате мира в Будапеште вместе с командой поднялась на 4-е место.